# Taizhou
Taizhou (cinese: 泰州; pinyin: Tàizhōu) è una città-prefettura della Cina nella provincia dello Jiangsu.
È la città natale dell'ex presidente della Repubblica Popolare Cinese Hu Jintao.

## Amministrazione

### Gemellaggi
- Huy, dal 2002